# إسكيل فلك
إسكيل فلك هو منافس ألعاب قوى سويدي، ولد في 4 فبراير 1889، وتوفي في 24 مارس 1963.

## وصلات خارجية
- إسكيل فلك على موقع أوليمبيديا (الإنجليزية)
- إسكيل فلك على موقع اللجنة الأولمبية السويدية (السويدية)